# Geita (region)
Geita – region (mkoa) w Tanzanii.
Utworzony został 2 marca 2012 roku.
W 2002 roku zamieszkiwało ten teren 1 337 718 osób. W 2012 ludność wynosiła 1 739 530 osób, w tym 861 055 mężczyzn i 878 475 kobiet, zamieszkałych w 286 757 gospodarstwach domowych.
Region podzielony jest na 5 jednostek administracyjnych drugiego rzędu (dystryktów):
- Bukombe District Council
- Chato District Council
- Geita District Council
- Maswa District Council
- Mbogwe District Council
- Nyang'hwale District Council